# Sideroxylon gerrardianum
Sideroxylon gerrardianum är en tvåhjärtbladig växtart som först beskrevs av Joseph Dalton Hooker, och fick sitt nu gällande namn av André Aubréville. Sideroxylon gerrardianum ingår i släktet Sideroxylon och familjen Sapotaceae.
Artens utbredningsområde är Madagaskar. Inga underarter finns listade i Catalogue of Life.